# James Levine
James Levine (Cincinnati, 23 de juny de 1943 - 9 de març de 2021) fou un director d'orquestra i pianista estatunidenc, conegut per ser el director musical de l'Òpera del Metropolitan de Nova York del 1976 al 2016. També va ser director musical de l'Orquestra Simfònica de Boston.

## Biografia
Levine va néixer en una família musical: el seu avi matern era cantaire en una sinagoga, el seu pare violinista en una orquestra de ball, i la seva mare actriu. Va començar a tocar el piano quan era petit. Als 10 anys, va fer el seu debut com a solista amb el Concert per a piano núm. 2 de Mendelssohn en un concert juvenil de l'Orquestra Simfònica de Cincinnati. Subseqüentment Levine va estudiar música amb Walter Levin, primer violinista del Quartet La salle. El 1956 va rebre lliçons de piano de Rudolf Serkin a l'Escola de Música de Marlboro (Vermont). El 1957 va començar a estudiar piano amb Rosina Lhévinne a l'Escola de Música d'Aspen. El 1961 va ingressar a la Juilliard School de Nova York, i va rebre cursos de direcció de Jean Morel. El 1964 es va graduar a la Juilliard School i es va unir al projecte American Conductors de l'Orquestra Simfònica de Baltimore.
Entre 1964 i 1965, Levine va servir com a aprenent de George Szell amb l'Orquestra de Cleveland i llavors hi va treballar com a director assistent fins a 1970. Aquell any, també va fer el debut amb l'Orquestra de Filadèlfia al seu local d'estiu al Robin Hood Dell. El 1970, va fer el seu debut amb l'Òpera Nacional Galesa i l'Òpera de San Francisco. Va debutar amb l'Òpera del Metropolitan el juny de 1971 en una interpretació en un festival de Tosca; el seu èxit el va portar a més aparicions i al seu nomenament com a director principal d'aquesta el 1973; llavors va ser director musical des de 1975 fins a convertir-se en el seu director artístic (el primer en la seva història) el 1986. Levine té una llarga associació amb l'Orquestra Simfònica de Chicago i va treballar entre 1973 i 1993 com a director musical al Festival de Ravinia. El 1990, a petició de Roy E. Disney, va arreglar i va dirigir la música amb la Simfònica de Chicago per a la banda sonora de Fantasia 2000 de Walt Disney Pictures. També va ser director musical del Festival de maig de Cincinnati (1974-1978).
Sota la seva direcció, l'orquestra i el cor de l'Òpera del Metropolitan es convertí en un dels millors conjunts operístics del món, i Levine va començar una sèrie regular de concerts amb l'orquestra (i grups de cambra) al Carnegie Hall. El recentment nomenat director general del Met Peter Gelb va emfatitzar que, fins i tot després de trenta-cinc anys com a director musical, una mica excepcional en els Teatres d'Òpera més importants del món, James Levine hi romandria tant temps com desitgés com a director musical.
En el Met, Levine va dirigir noves produccions d'obres de Mozart, Verdi, Wagner, Strauss, Rossini, Arnold Schönberg, Ígor Stravinski, Kurt Weill, Claude Debussy, Alban Berg i George Gershwin. Per al 25è aniversari del seu debut en el Met, Levine va dirigir l'estrena de The Great Gatsby de John Harbison, comissionat especialment per a celebrar l'ocasió.
Levine va dirigir l'Òpera del Metropolitan en moltes gires domèstiques i internacionals. La companyia teletransmet diverses produccions al voltant del món cada temporada i fa transmissions radiades els dissabtes a la vesprada entre desembre i abril per tot Nord-amèrica.
L'octubre de 2004, Levine va prendre la direcció de l'Orquestra Simfònica de Boston, i va succeir Seiji Ozawa com a director musical, i va ser el primer nord-americà a dirigir la venerable orquestra. A més, per primera vegada, la mateixa persona dirigia el teatre d'òpera més important del país i una orquestra de primer nivell. A Europa Herbert von Karajan va fer una cosa semblant en els anys 1950, com a director principal de l'Orquestra Filharmònica de Berlín i l'Òpera de l'Estat de Viena.
El seu contracte amb l'Orquestra Simfònica de Boston li'n limitava les aparicions com a convidat amb altres orquestres nord-americanes, però Levine va dirigir regularment a Europa, amb l'Orquestra Filharmònica de Múnic, l'Orquestra Filharmònica de Viena, l'Orquestra Filharmònica de Berlín i el Festival de Bayreuth. Levine també era convidat regular de l'Orquestra Philharmonia de Londres i de la Dresden Staatskapelle. De 1975 ençà, també va dirigir regularment en el Festival de Salzburg i l'anual Festival Verbier, el juliol, del qual fou el director musical.
Com a professor de direcció va donar moltes "master class" i tingué alumnes que més tard serien famosos, com l'australià John Harding.